# St.-Michaelis-Kirche (Schnega)

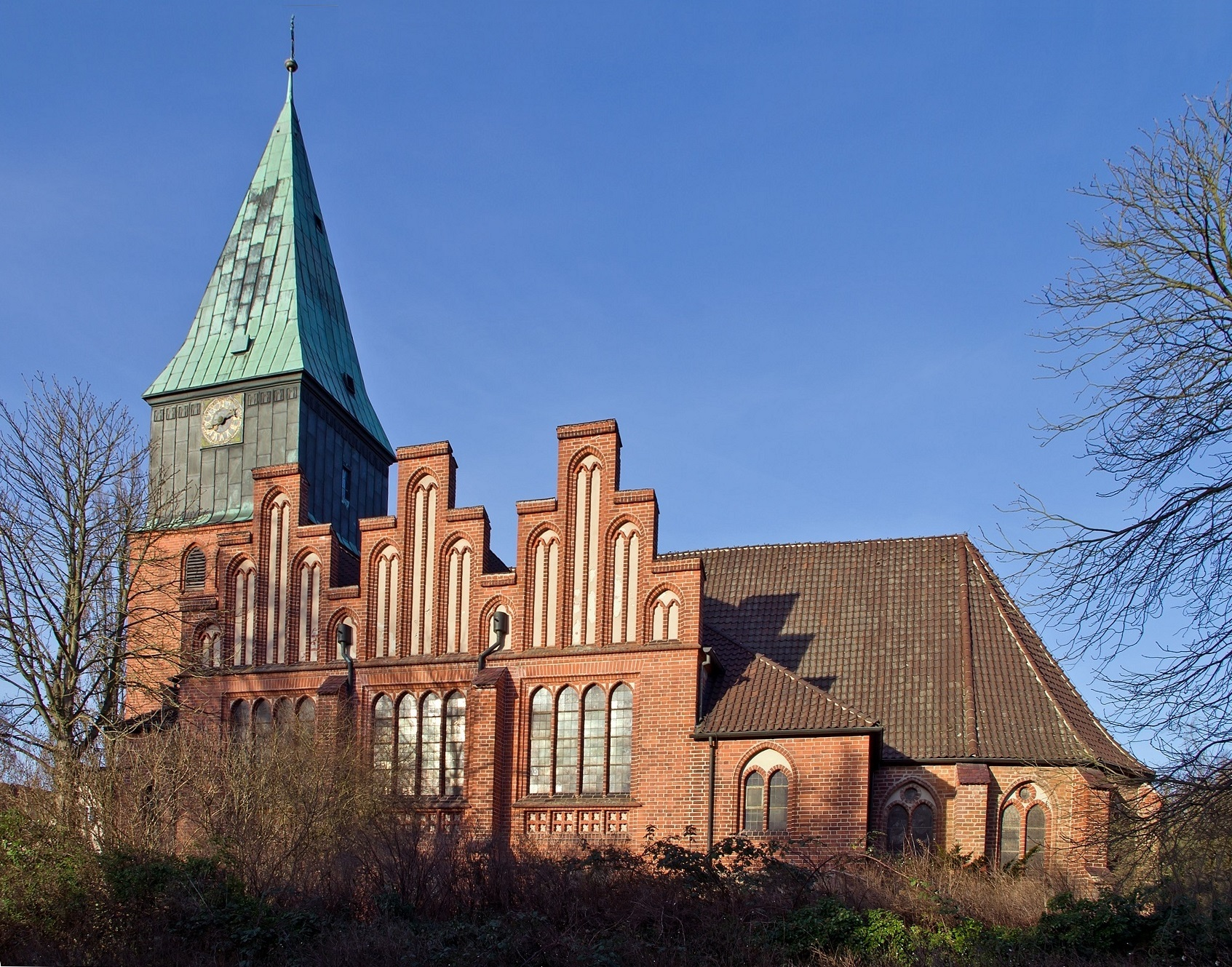
St.-Michaelis-Kirche in Schnega

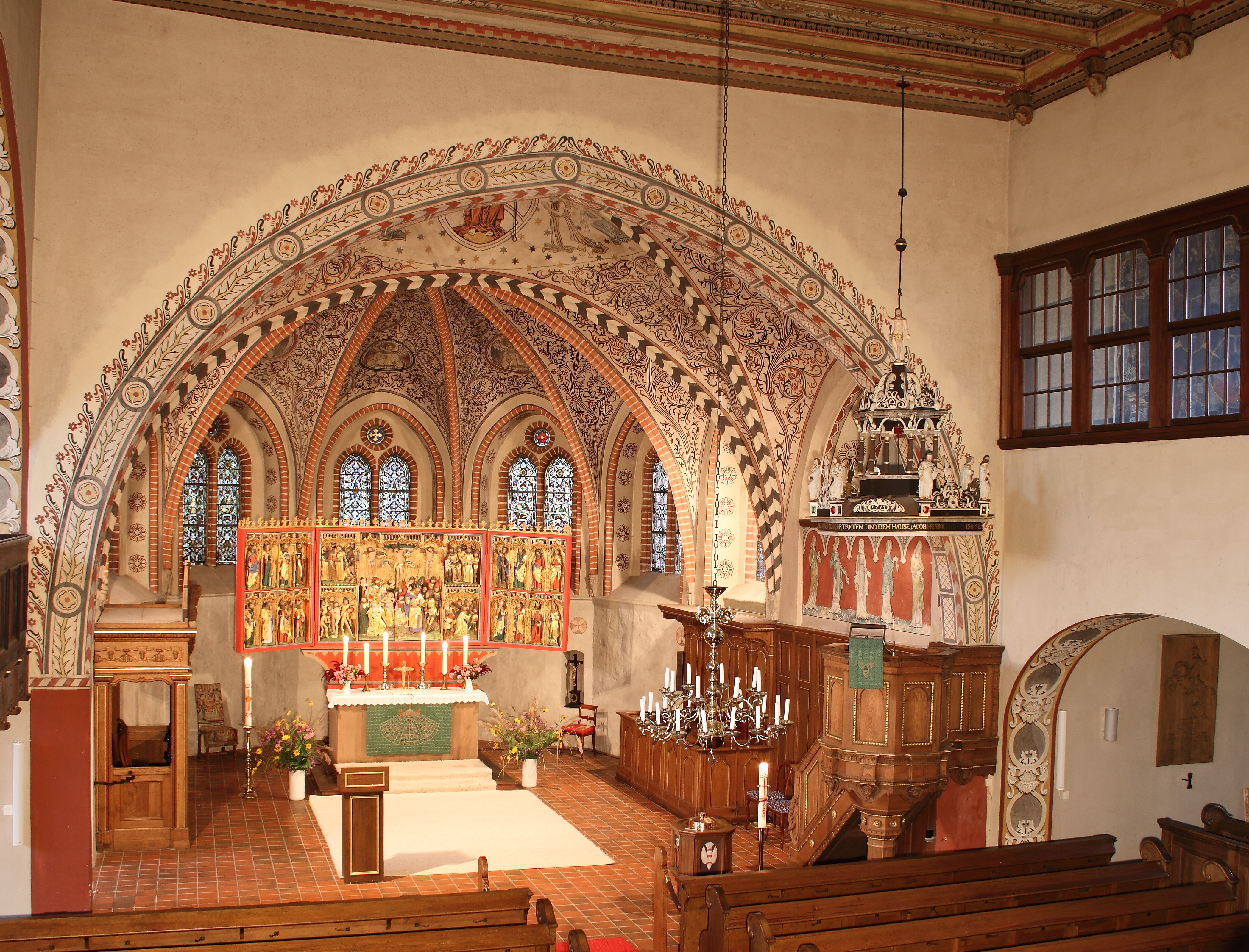
Blick aus dem Langhaus zum Altarraum

Die St.-Michaelis-Kirche ist eine evangelisch-lutherische Kirche im Landkreis Lüchow-Dannenberg. Sie wurde 1912–13 im neugotischen Stil erbaut und bestimmt durch ihre erhöhte Lage das Ortsbild von Schnega. Die Kirche trägt ihren Namen nach dem Erzengel Michael.

## Geschichte
Der Ursprung der Kirche in Schnega war vor über 900 Jahren, jedoch ist dies durch keine Quelle nachweisbar. Im 12. Jahrhundert wurde belegt, dass sie als eine Propsteikirche eine überregionale Bedeutung besaß. Dieses wurde in der „Taxa procurationum Verdensis Diöcesis Sec. XV“ des Verdener Copiars erwähnt. Als erster Propst konnte ein Fridericus nachgewiesen werden, da dieser in einer Urkunde vom 19. Oktober 1264 genannt wird. Bis zum Jahre 1543 folgten ihm insgesamt acht weitere Pröpste. Seit 1302 wurde das Patronat vom Kloster Diesdorf (Altmark), später von der Adelsfamilie v. Bodendieck, und seit Ende des 17. Jahrhunderts bis heute von der Familie der Freiherren Grote bzw. heute deren Erben aus der Familie von Reden ausgeübt.

## Architektur
Die erste Kirche war ein aus Findlingen errichteter Bau mit einem runden gedrungenen Turm und einer Holzbalkendecke.
Im 14. Jahrhundert wurde sie erheblich erweitert. Von dieser gotischen Kirche sind aber nur noch der backsteingotische Chor und das aus Feldstein errichtete Untergeschoss des Turms erhalten. Der Chor besteht aus einem Joch mit Kreuzrippengewölbe und der Apsis mit Sterngewölbe. Der Turm hatte im 14. Jahrhundert einen querrechteckigen Grundriss bekommen.
Das Übrige an mittelalterlicher Bausubstanz fiel der neugotischen Erweiterung von 1912 bis 1913 zum Opfer, nachdem es schon im 17. und 18. Jahrhundert Veränderungen gegeben hatte. In die Seitenwände waren größere Fensteröffnungen eingelassen und an beiden Längsseiten, um mehr Sitzmöglichkeiten zu schaffen, Emporen angebracht worden.
Um den gestiegenen Ansprüchen der wachsenden Gemeinde zu genügen, wurde eine Erweiterung des Gotteshauses beantragt. Am 25. Oktober 1911 genehmigte das Königliche Konsistorium in Hannover die Pläne. Somit wurde 1912/13 der heutige Kirchenbau errichtet. Der Entwurf stammte von dem Architekten Alfred Sasse in Hannover-Linden. Das neugotische Langhaus schmücken an beiden Seiten je drei dekorative Staffelgiebel, nach dem Vorbild mancher Kirchen der norddeutschen Backsteingotik. Sein Innenraum hat eine flache Decke, im Kontrast zu den Gewölben des Chors, die eine üppige Bemalung erhielten.
Die neu gebaute Kirche präsentiert sich auch heute noch als eine der prächtigsten Dorfkirchen in Niedersachsen. Ursprünglich sollten die Baukosten 63.000 Mark betragen, doch diese Summe wurde erheblich überschritten. Die Schlussrechnung der Baukosten betrug rund 149.500 Mark, die durch Kredite, Spenden und Kirchensteuern finanziert wurde.

## Ausstattung

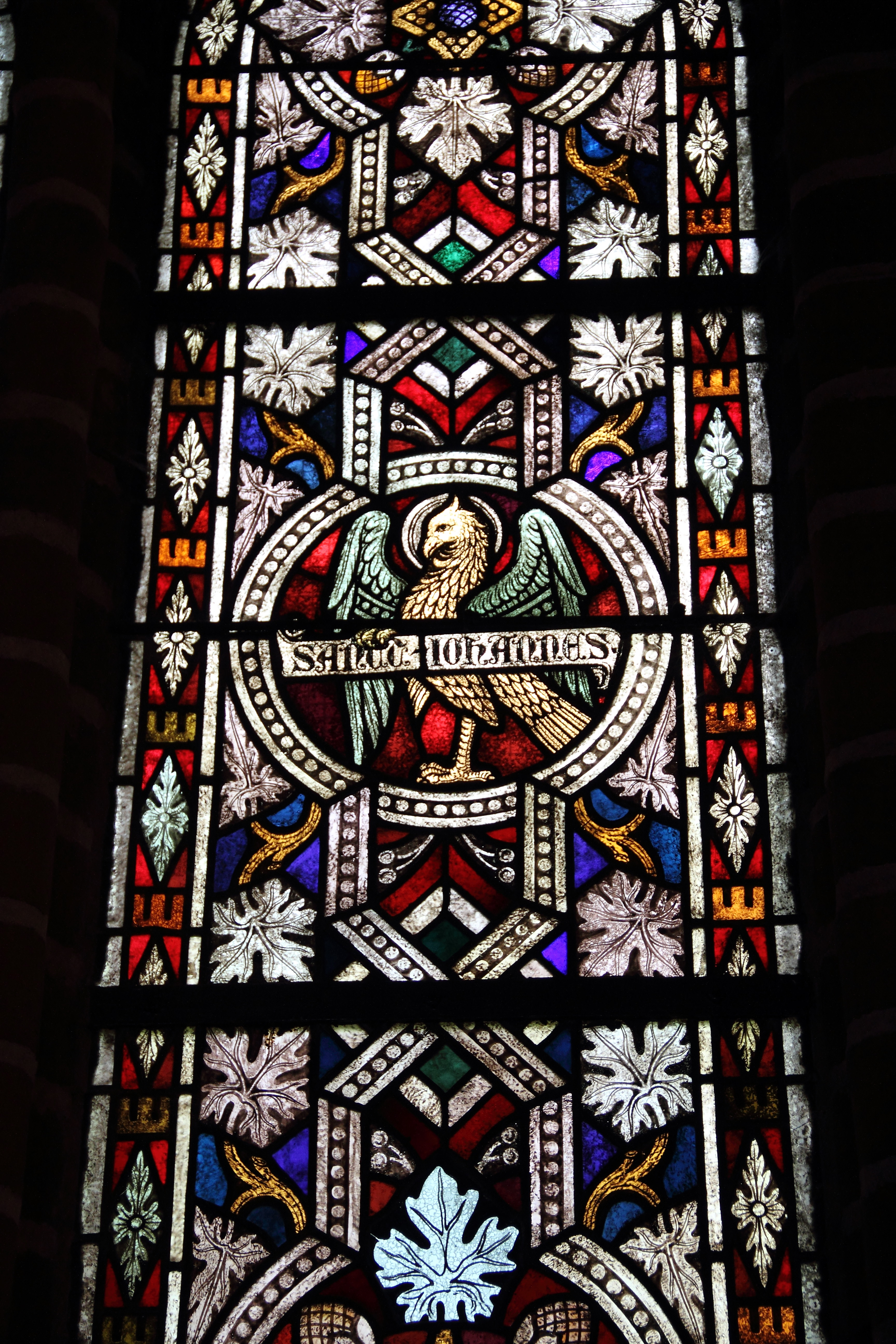
Kirchenfenster
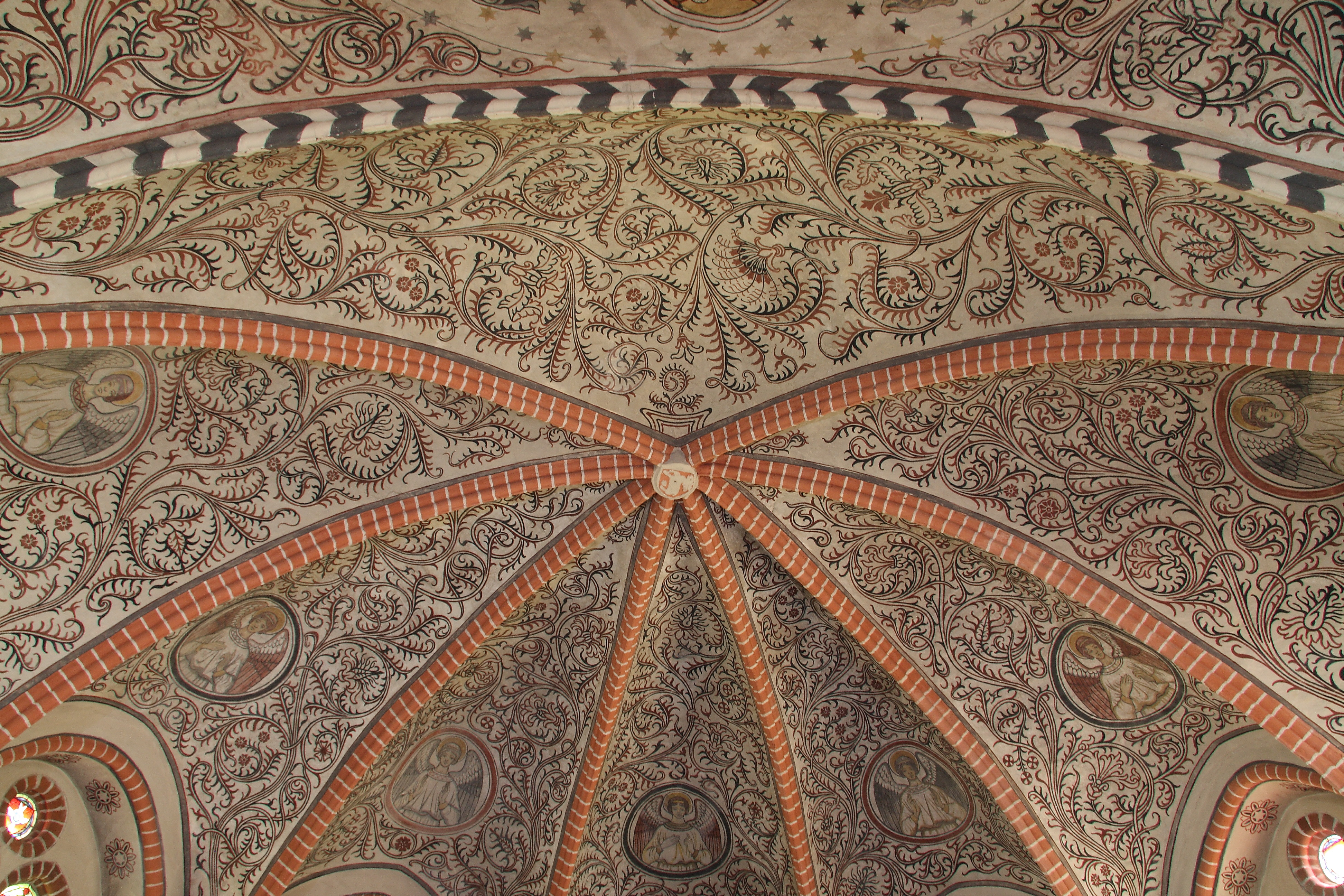
Deckenverzierung
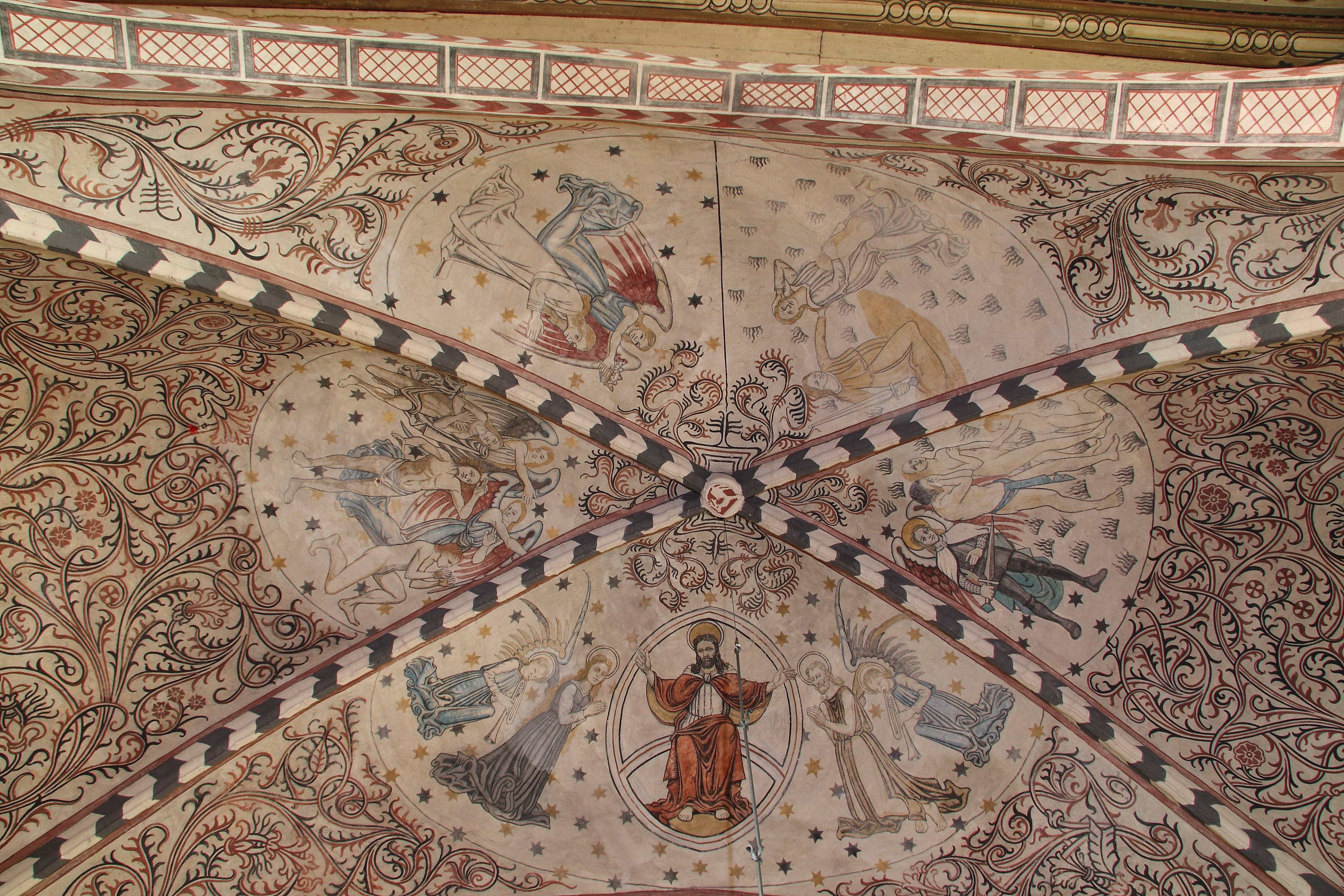
Deckenverzierung
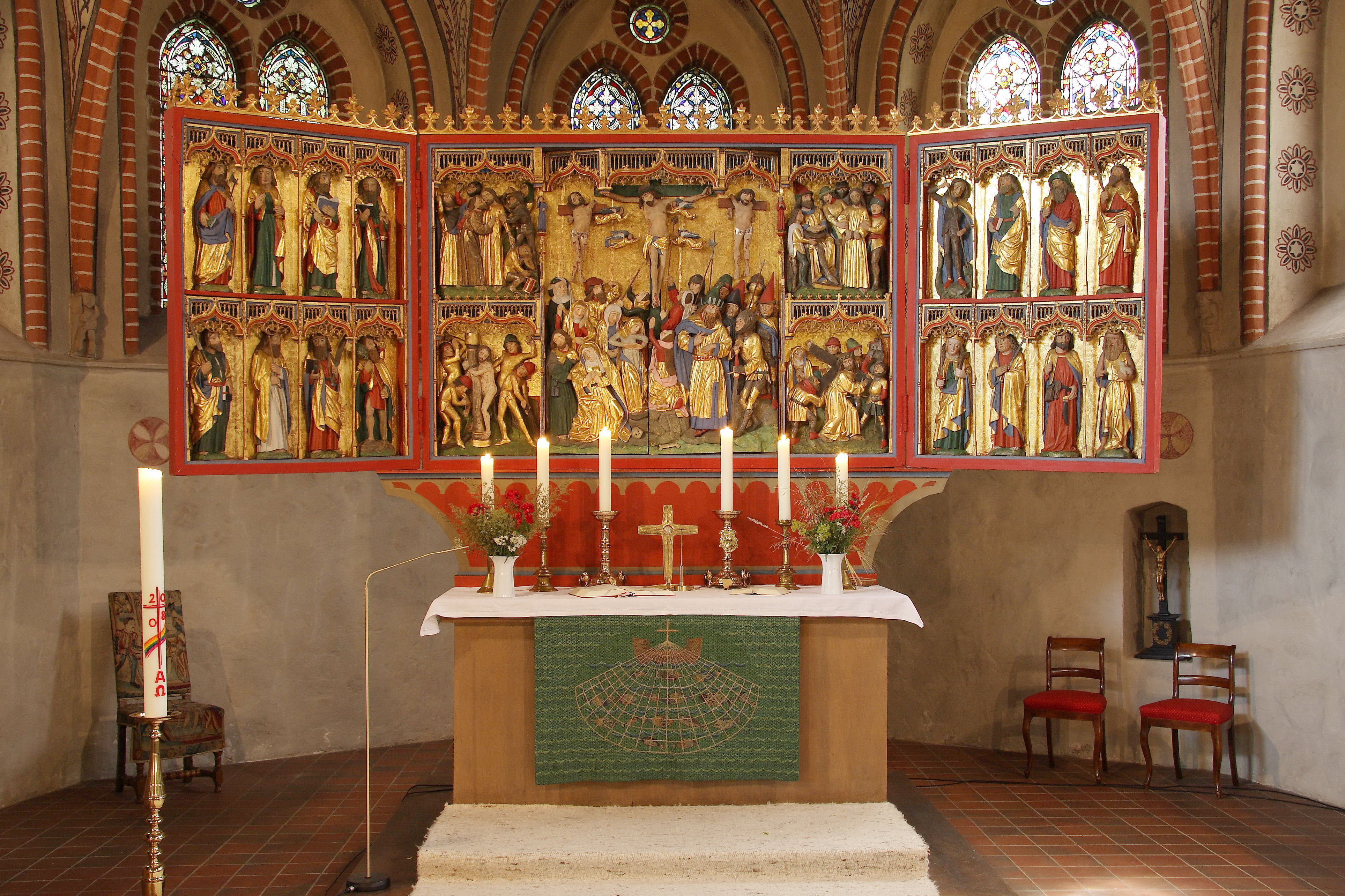
Altar
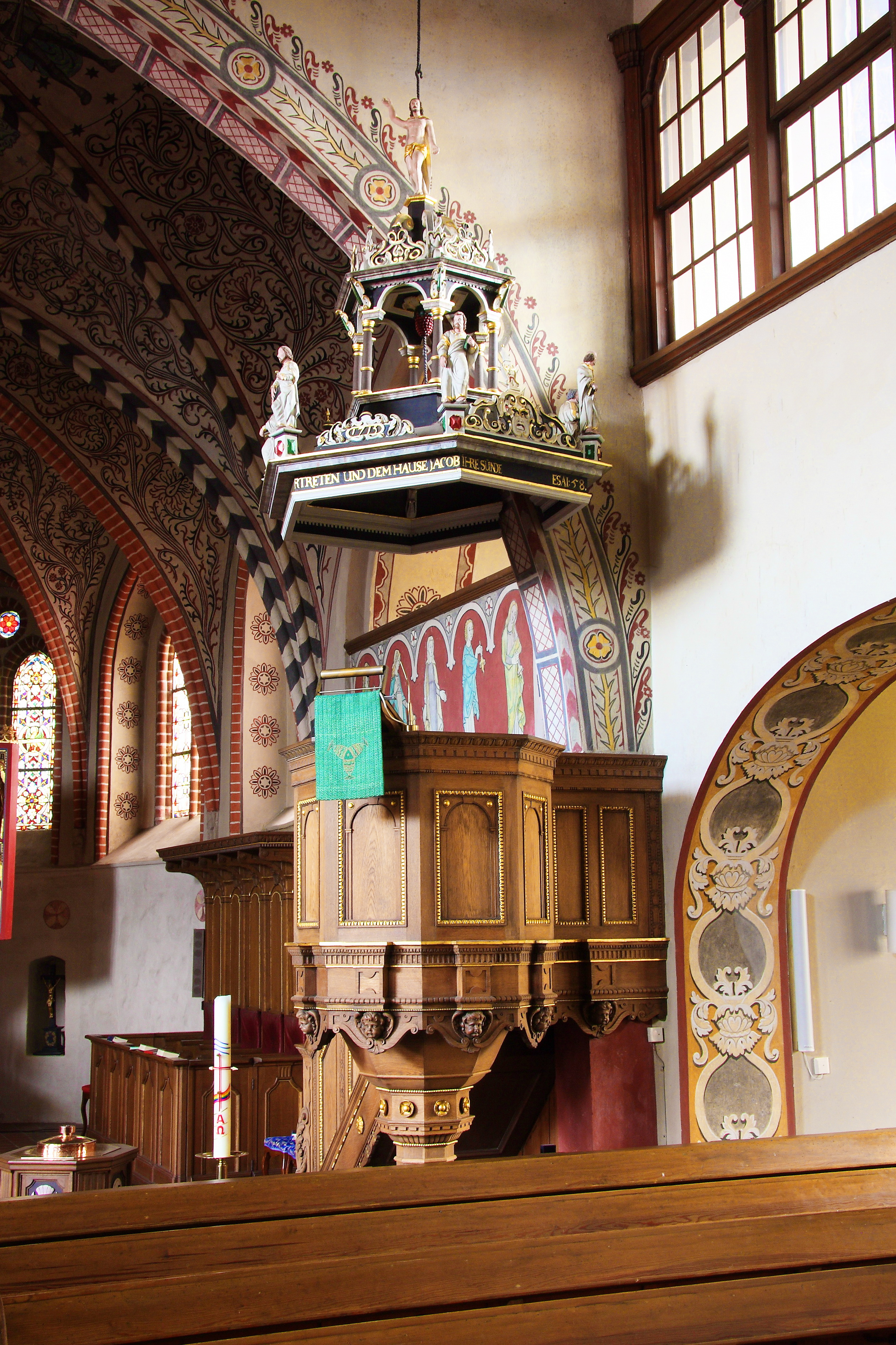
Kanzel
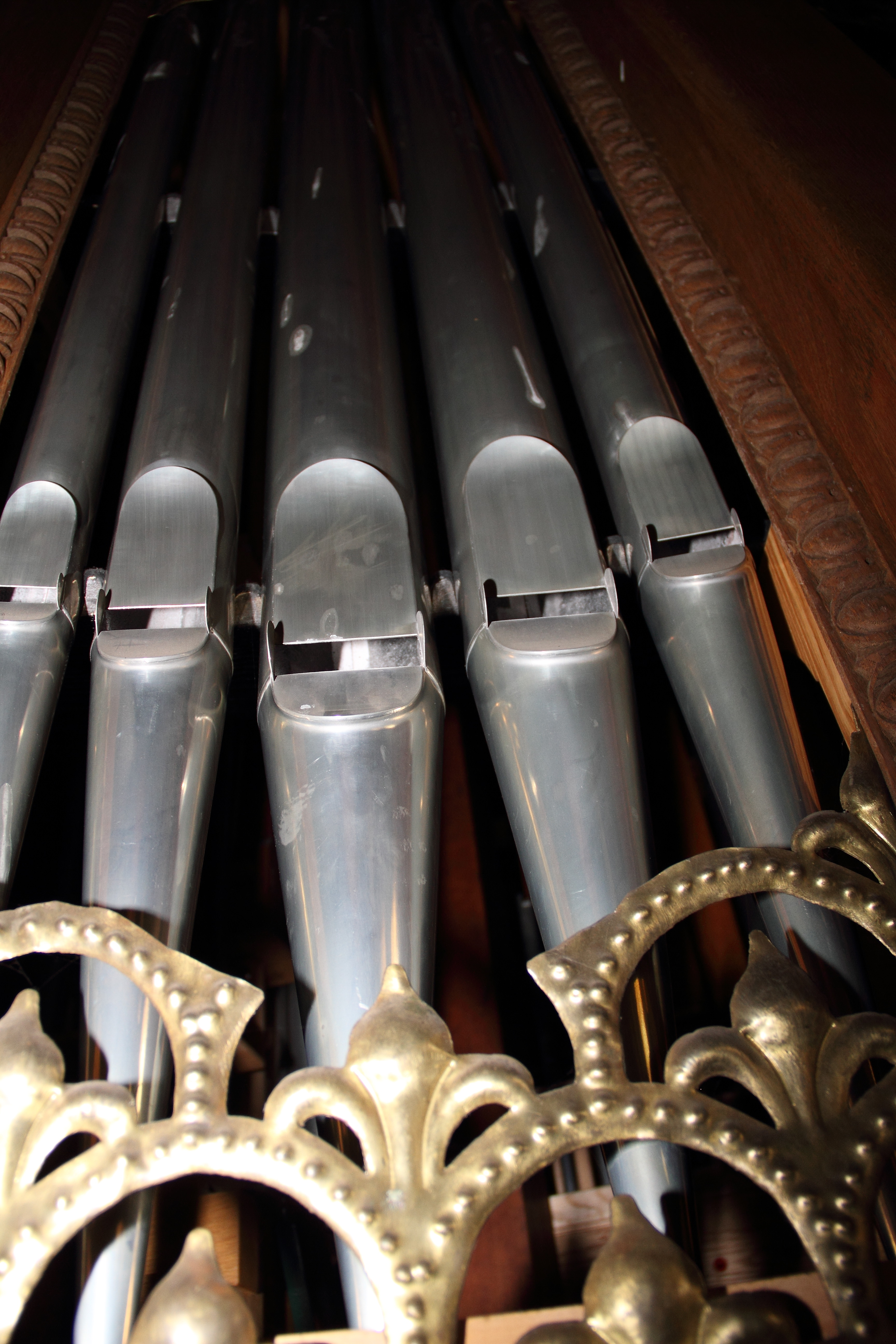
Orgel
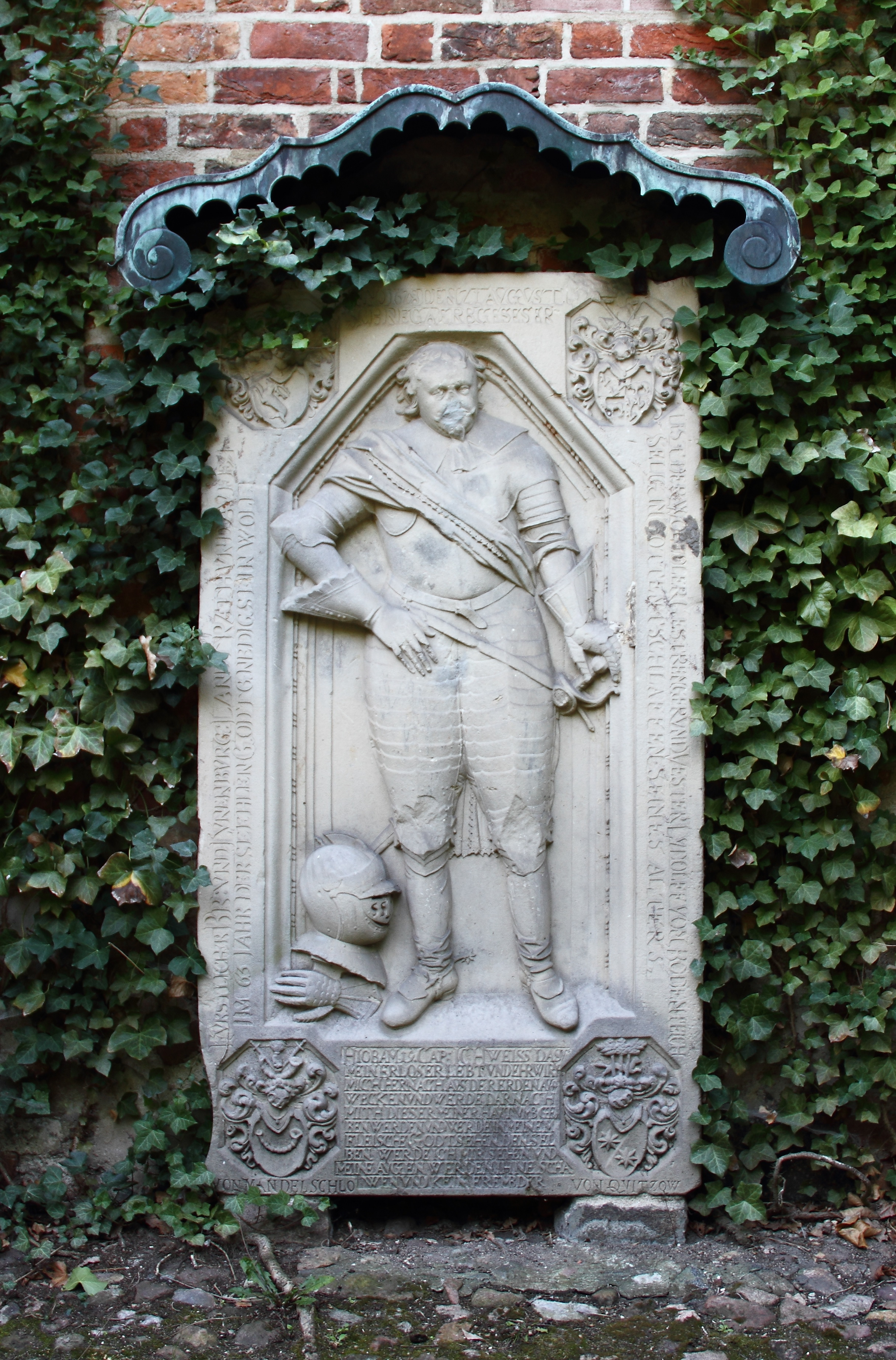
Epitaph
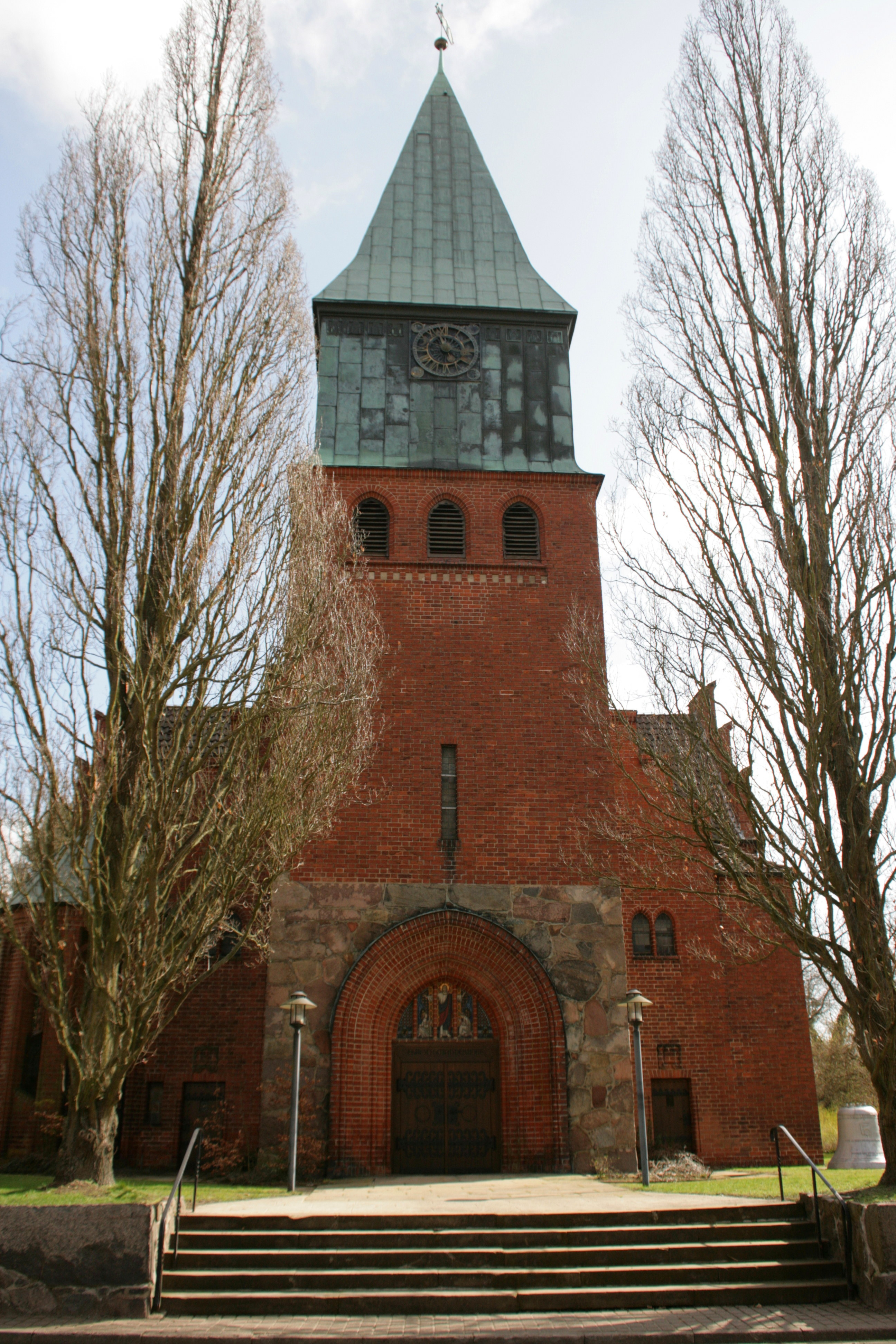
Turm mit Portal

### Glasfenster in der Turmhalle
Bei der Renovierung im Jahr 1976 wurden die farbigen Fenster in der Eingangshalle von dem Künstler Siegfried Stege aus Schwarmstedt angefertigt. Das rechte Fenster zeigt entsprechend der Namensgebung der Kirche den Erzengel Michael im Kampf mit dem Drachen als Verkörperung des Bösen (Offb 12,7–10 ). Das linke Fenster zeigt eine Pelikanmutter, die ihr Junges mit dem eigenen Herzblut nährt, ein Symbol für die Liebe Gottes in Christus.

### Holzdecke im Kirchenschiff
Die reiche Bemalung der Holzdecke zeigt Szenen aus dem Alten und dem Neuen Testament.

### Chorraum
Vor 1900 gab es keine bunten Kirchenfenster oder reiche Ausmalung des gotischen Chorraums, diese erfolgte 1913 und wurde teilweise mit Namen des Patronats und des Architekten versehen. An den Seiten stellen die Wandbilder das Gleichnis von den klugen und den törichten Jungfrauen dar (Mt 25,1–13 ). 1976 wurde bei Renovierungsarbeiten die Täfelung hinter dem Altar entfernt, sodass nun die Weihekreuze wieder sichtbar sind.

### Altar

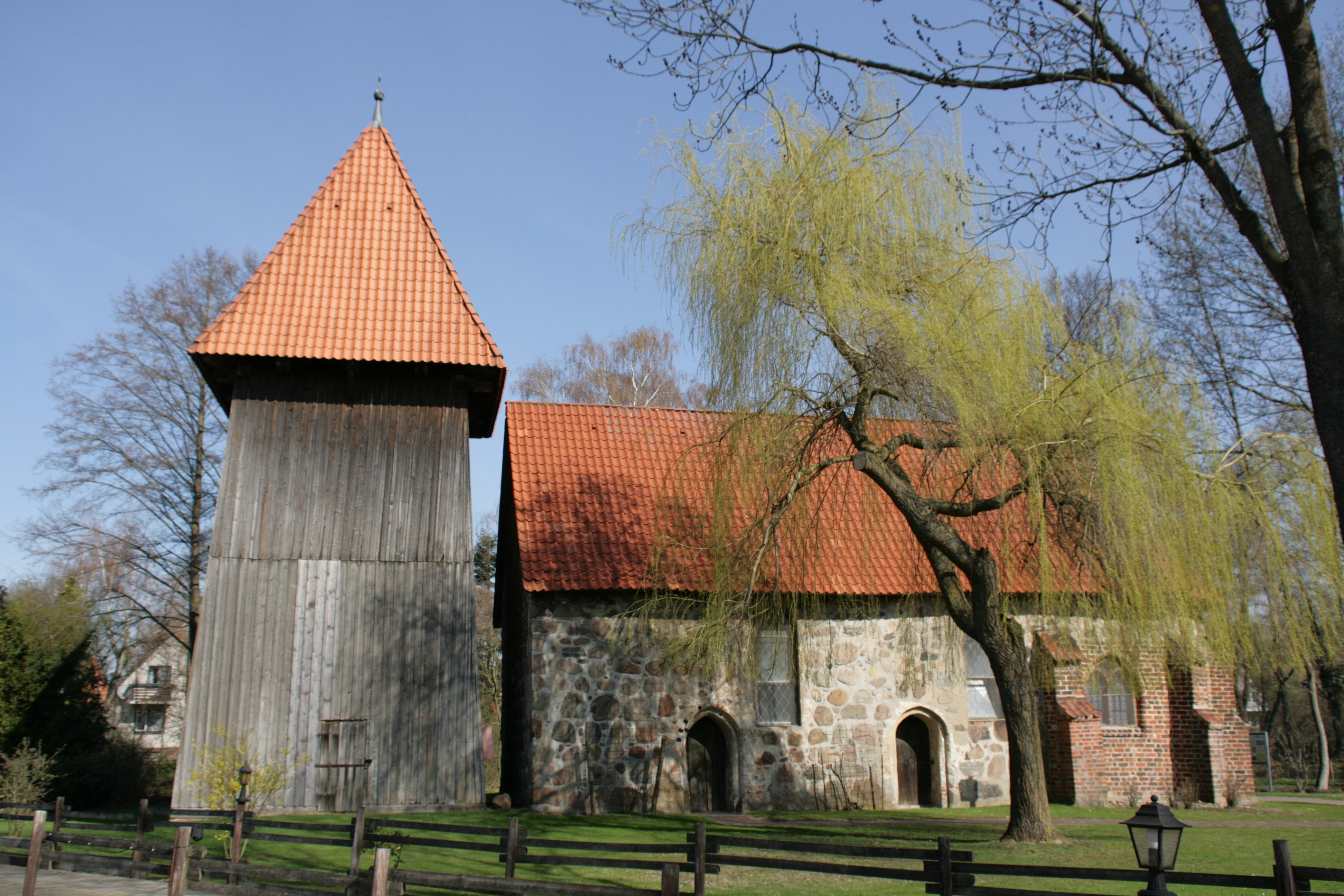
Alter Standort des Altars in Wieren von 1464 bis 1854

Der spätgotische Flügelaltar ist einer der schönsten und besterhaltenen im Landkreis. Er wurde von einem unbekannten Lüneburger Meister in der ersten Hälfte des 15. Jahrhunderts geschaffen und stand ursprünglich in der Alten Kirche in Wieren, wo er 1464 im Rahmen des dortigen gotischen Innenausbaus aufgestellt wurde. Er stand durchgängig bis 1854 in Wieren, bis er schließlich nach Schnega verkauft wurde. Die Kreuzigung zwischen den Schächern ist im Mittelteil zu sehen; links der Verrat des Judas und die Geißelung, rechts das Gericht von Pontius Pilatus und die Kreuztragung. Die beiden Flügel zeigen die elf Jünger (ohne Judas Iskariot) und Paulus sowie vier heilige Märtyrer. Seit dem Mittelalter sind die Heiligenfiguren an ihren besonderen Attributen zu erkennen.

### Kanzel
Im gleichen Stil wie die Holzeinbauten im Chorraum ist auch die Kanzel beim Neubau entstanden. Bei der Restaurierung 1976 wurde dem Kanzeldeckel, der seit 1715 über dem Altar hing, seine ursprüngliche Farbgebung wiedergegeben. Die Kanzeldeckelumschrift lautet: „Rufe getrost, schone nicht! Erhebe deine Stimme wie eine Posaune und verkündige meinem Volk ihr Übertreten und dem Hause Jacob ihre Sünde“ (Jes 58,1 ). Den barocken Kanzeldeckel zieren unterhalb des auferstandenen Christus die Evangelisten Matthäus, Markus, Lukas, Johannes und die Apostel Petrus und Paulus.

### Orgel
Aufgrund eines Holzwurmbefalls und der sich nicht bewährenden Technik der Pneumatik konnte die pneumatische Orgel des damaligen Orgelbauers Furtwängler und Hammer nicht mehr repariert werden. Die heutige Orgel mit 20 Registern wurde 1983 von dem Hannoverschen Orgelbauer Emil Hammer als mechanisches Werk neu aufgebaut. Es wurde versucht, vorhandene Teile weiterzuverwenden oder umzubauen. Die Ornamentteile rechts und links entsprechen dem Jugendstil. Das Wappen des Herzogs von Cumberland erkennt man oben in der Mitte zwischen den anderen Figuren, da Ernst August sich 1913 an der Orgel finanziell beteiligte. Die Orgel wurde 2012 generalüberholt und neu gestimmt.

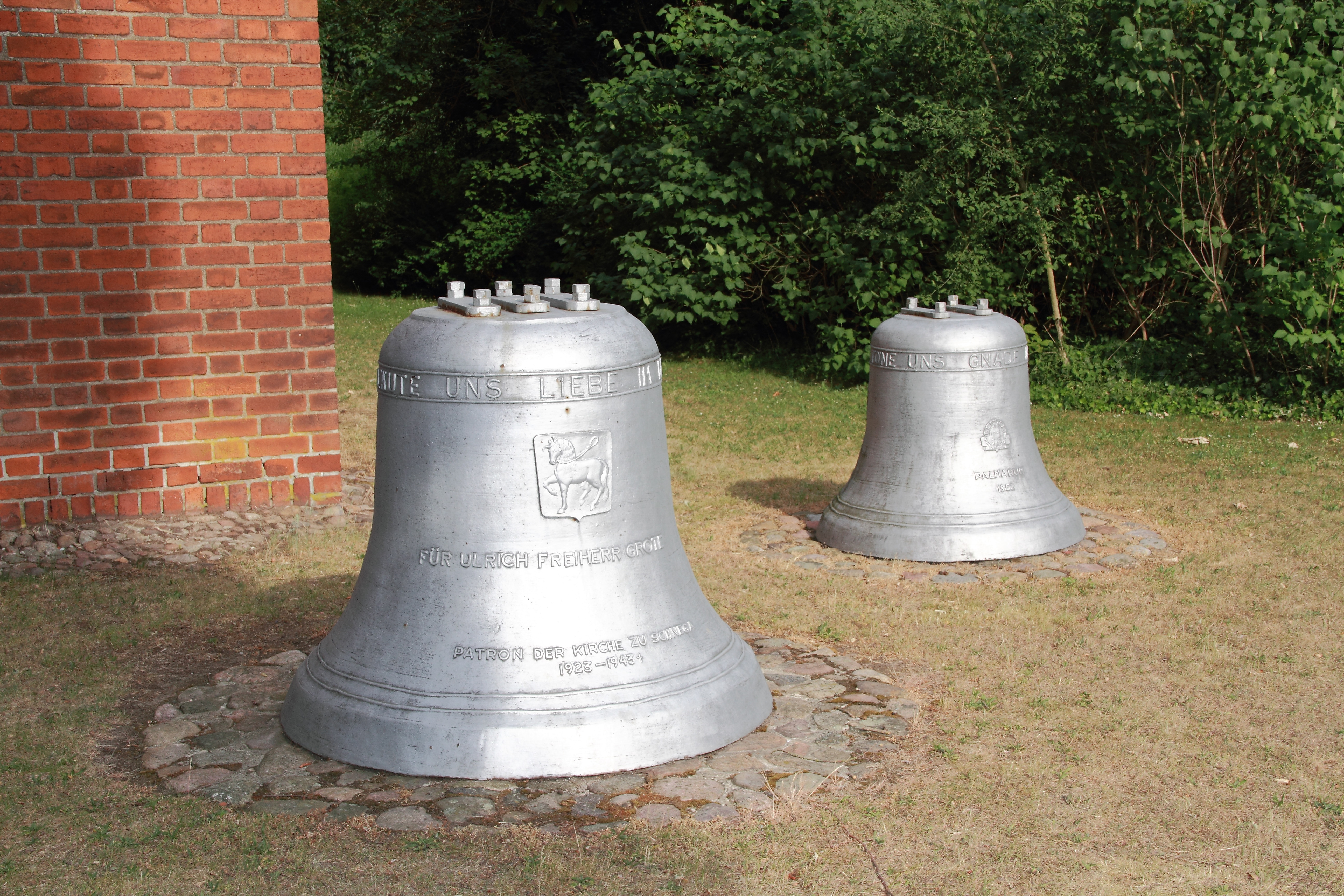
Eisenglocken

### Glocken
Im Turm sind drei Glocken vorhanden. Der Glockengießer Bosse Jakobs aus Walsrode stellte im Jahr 1495 die mittlere Glocke her. In gotischen Schriftzeichen eingegossen steht: „Jesus Maria bin ich genannt“, dazu ein Medaillon der Maria mit Kind. Zwei Glocken wurden im Ersten Weltkrieg abgenommen und eingeschmolzen, sie wurden 1924 durch Bronzeglocken ersetzt. Im Zweiten Weltkrieg wurden die zwei Glocken erneut eingeschmolzen und 1952 durch Eisenglocken in Erinnerung an den 1943 gefallenen Patron der Kirche Ulrich Freiherr Grote ersetzt. 1988 wurden sie wieder durch Bronzeglocken ersetzt, da Eisenglocken nicht dauerhaft sind und ihren Klang verändern. Die Eisenglocken stehen zur Erinnerung draußen vor der Kirche.

### Sonstiges
Kleines Sandstein-Epitaph in Renaissanceformen für die 1604 verstorbene Maria Rexa von Bodendiek. Außen am Chor befindet sich der gut erhaltene Grabstein des Ludolph von Bodendiek (1628).

## Kirchengemeinde
Zur Kirchengemeinde in Schnega zählen über 22 Dörfer, von denen drei im Landkreis Uelzen liegen. Sie hat 1140 Gemeindemitglieder. In den Orten Nienbergen, Müssingen, Schäpingen und Thune stehen vier dazugehörige Kapellen. Im Jahr 2005 schlossen sich die Pfarrstellen der Gemeinde Schnega und der Gemeinde Bergen (850 Gemeindemitgliedern) zusammen. Somit erstreckt sich das Pfarramt über insgesamt 30 Ortschaften mit einer Entfernung von bis zu 18 Kilometern. Im Pfarrhaus in Schnega neben der Kirche befindet sich der Sitz des Pfarramts und die Wohnung des Pastors. Die Gemeinde in Schnega unterhält die Friedhöfe in Schnega, Schäpingen und Nienbergen.

## Kirche als Fledermausquartier und FFH-Gebiet
Der Dachstuhl einschließlich Turm der Kirche ist gemeinsam mit dem Dachstuhl einschließlich Turm von St. Johannis in Salzhausen 2004 als FFH-Gebiet Mausohr-Wochenstubengebiet Elbeeinzugsgebiet  ausgewiesen worden. Auf dem Dachstuhl einschließlich Turm der Kirchen befinden sich jeweils eine Wochenstube der Fledermausart Großes Mausohr (Myotis myotis).